# Kuivaslompola
Kuivaslompola eller Kuivaslompolo är en sjö i Finland. Den ligger i kommunen Enare i landskapet Lappland, i den norra delen av landet, 1 000 km norr om huvudstaden Helsingfors. Kuivaslompola ligger 126,4 meter över havet. Arean är 53,2 hektar och strandlinjen är 5,12 kilometer lång. Sjön  ingår i Pasvik älvs huvudavrinningsområde.   Den ligger vid sjön Matalajärvi.